# Vier studies voor piano
Vier studies voor piano is een compositie van Christian Sinding. Sinding schreef achter elkaar een aantal stukken, waarbij de piano een belangrijke rol speelde. Eerst verscheen zijn succesvolle pianokwintet, vervolgens zijn (enige) pianoconcert en daarna deze etudes. De werken zijn gericht op virtuositeit, gezien de tempi waarin gespeeld moet worden.
De vier studies zijn:
1. Allegro
2. vivace quasi presto
3. Allegro moderato
4. Allegro giocoso